# Uredo rhagodiae
Uredo rhagodiae är en svampart som beskrevs av Cooke & Massee 1887. Uredo rhagodiae ingår i släktet Uredo, ordningen Pucciniales, klassen Pucciniomycetes, divisionen basidiesvampar och riket svampar. Inga underarter finns listade i Catalogue of Life.